# Courcelles (Meurthe i Mozela)

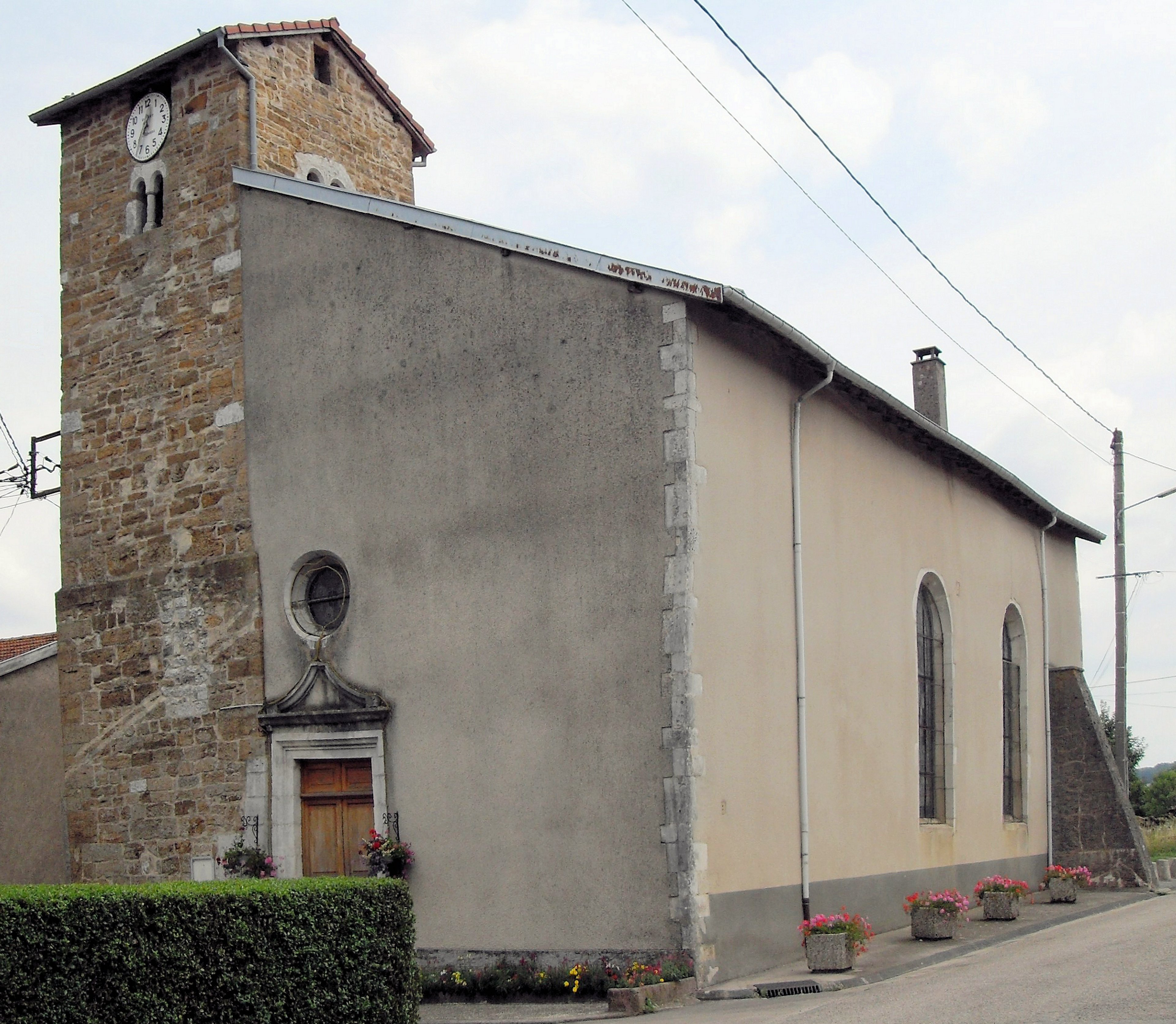
Kościół św. Jakuba (2010)

Courcelles – miejscowość i gmina we Francji, w regionie Grand Est, w departamencie Meurthe i Mozela.
Według danych na rok 1990 gminę zamieszkiwały 94 osoby, a gęstość zaludnienia wynosiła 22 osoby/km² (wśród 2335 gmin Lotaryngii Courcelles plasuje się na 951. miejscu pod względem liczby ludności, natomiast pod względem powierzchni na miejscu 1075.).

## Populacja

Populacja Courcelles w latach 1962–2008